# Det fattas en tärning
Det fattas en tärning är en bok av Johanna Thydell utgiven 19 juni 2006.

## Handling
Boken handlar om Puck (eller Petra), en sextonårig tjej som lever med sin mamma i ett radhusområde. Minnen och saknad/ilska/rädsla för hennes pappa stärks av bråk på fester, inristade bokstäver i ett trädbord och i andra situationer som förekommer. Med hjälp av sin bästa vän Emanuel får hon hjälp att ta kontakt, en e-postadress men vågar hon skriva? Vad ska hon säga? Vad ska hon fråga?
Berättelsen växlar mellan nutid och dåtid, visar hur händelser från hennes elvaåriga jag har gjort avtryck i henne som sitter kvar även som sextonåring. 
Puck är rädd för att låta folk komma nära, men också rädd för att de ska försvinna.